# Castoroides ohioensis

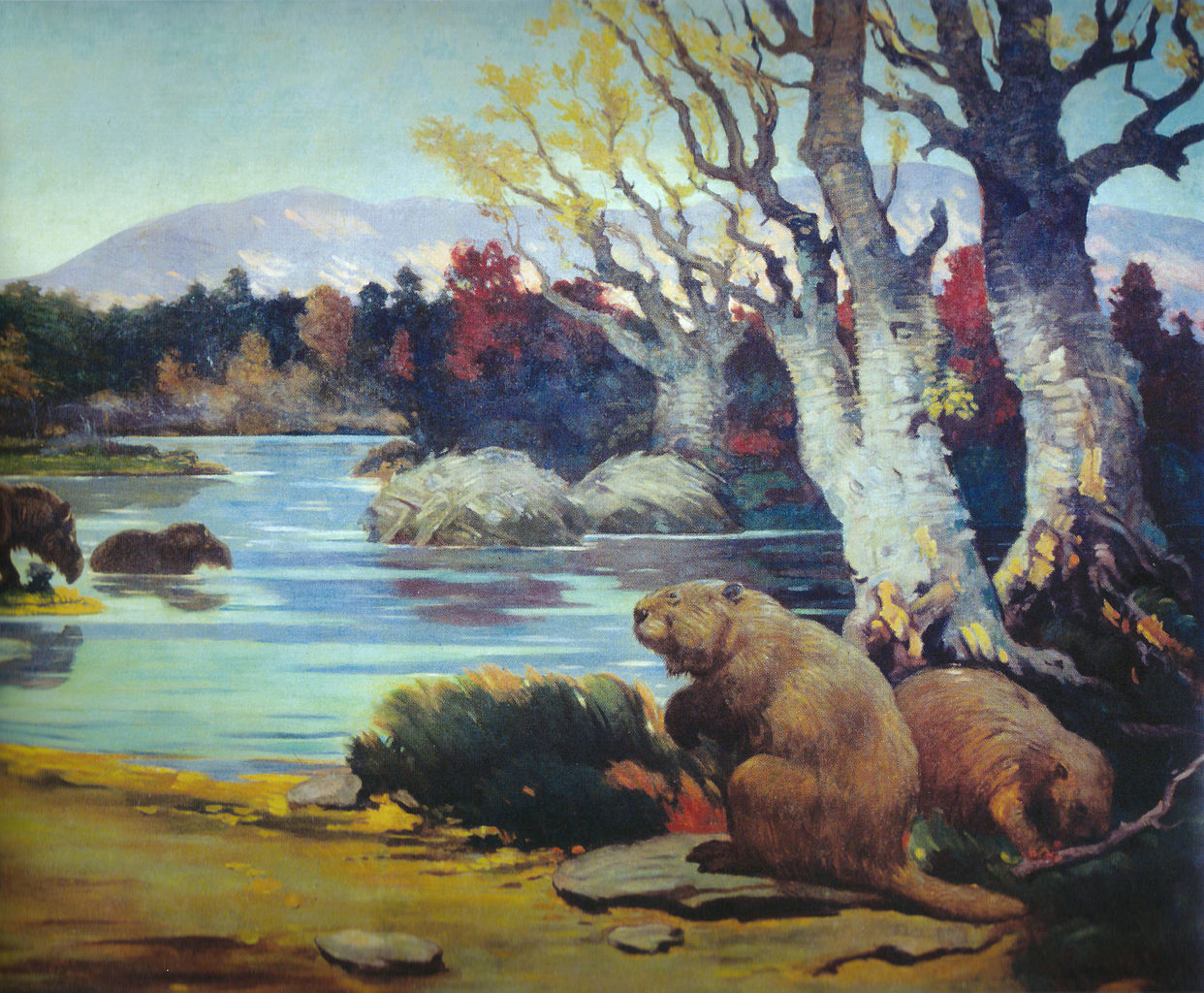
Ricostruzione di Castoroides di Charles R. Knight

Il castoroide (Castoroides ohioensis), noto anche come castoro gigante, era un roditore preistorico appartenente alla famiglia dei castoridi (Castoridae), vissuto nel Pleistocene in Nordamerica.

## Un castoro lungo due metri
Lungo fino a due metri e quaranta e pesante anche 100 chilogrammi, il castoro gigante si estinse alla fine dell'era glaciale, circa 10.000 anni fa. Era un tipico rappresentante della megafauna, comprendente una vasta gamma di grandi mammiferi pleistocenici. L'estinzione di questo animale fu dovuta probabilmente ai mutamenti dell'ecologia avvenuti a fine Pleistocene. L'arrivo degli uomini nel continente americano può essere stato un altro fattore importante a determinarne l'estinzione, ma non vi è alcuna prova che gli esseri umani abbiano cacciato il castoroide.

## Distribuzione
I primi fossili di castoro gigante furono scoperti nel 1837 in Ohio (da qui il nome specifico ohioensis)
. I fossili di castoro gigante, tuttavia, sono stati rinvenuti principalmente nella zona dei Grandi Laghi, in particolare in Illinois e in Indiana, ma esemplari sono stati rinvenuti anche in molte altre zone del Nordamerica, dall'Alaska al Canada e alla Florida. Gli esemplari floridani sono stati classificati in una sottospecie a parte, C. ohioensis dilophidus, sulla base di alcune differenze nella struttura dei molari e dei premolari. Alcuni studiosi classificano alcuni resti floridani addirittura come specie a parte (C. leiseyorum).

## Differenze tra castori e castoroide
Un'importante differenza tra il castoro odierno e il castoroide risiede nella struttura dei denti: i castori attuali possiedono incisivi simili a scalpelli adatti a rosicchiare il legno. I denti del castoro gigante, invece, erano più grandi e larghi, e crescevano fino a 15 centimetri di lunghezza. Oltre a ciò, la coda del castoroide era più lunga e stretta, e le sue zampe posteriori più corte. Si presume, inoltre, che la massa del suo cervello equivalesse grossomodo a quella del castoro attuale, benché i due animali fossero di dimensioni notevolmente diverse. La grande mole del castoroide potrebbe aver messo in difficoltà l'animale durante gli spostamenti sulla terraferma (anche se il massiccio ippopotamo può muoversi sulla terra senza alcun problema).

## Costruzione di dighe
Non si sa con certezza se il castoroide costruisse o meno dighe come quelle delle forme attuali, anche se in Ohio vi sono stati ritrovamenti di una possibile struttura di questo tipo. Il recente ritrovamento di tane costruite dal genere affine Dipoides indica che probabilmente anche il castoroide costruisse tane di questo tipo.

## Nella cultura di massa
- Il castoro gigante è un animale frequente nei miti del folclore degli originari abitanti del Nordamerica, in particolare tra il popolo Mi'kmaq del Canada e i Pocumtuck della Connecticut Valley;
- Compare nel documentario Prehistoric;
- Il castoroide è una creatura addomesticabile nel gioco Ark: Survival Evolved.
- In A tutto reality - L'isola compaiono dei feroci discendenti di questo animale: seppur pressocchè simili alla loro controparte preistorica, sono molto più grandi (quasi quanto un orso bruno), presentano delle zanne ricurve come quelle dei mammut, vivono in gruppi e sono addirittura carnivori, come confermato dal presentatore Chris McLean.